# Tibor Foco
Tibor Theodor Foco (* 18. April 1956 in Linz) ist ein ehemaliger Zuhälter und 250-cm³-Motorrad-Berg-Europameister, der am 13. März 1986 die 23-jährige Prostituierte Elfriede Hochgatterer ermordet haben soll. Er wurde am 31. März 1987 zu lebenslanger Haft verurteilt und konnte 1995 fliehen; seither ist er untergetaucht. Ein mutmaßlicher Komplize, Hans Peter Löffler, wurde zu 18 Jahren Haft verurteilt, jedoch bei einer Wiederaufnahme 1996 freigesprochen.

## Mordfall Elfriede Hochgatterer
Elfriede Hochgatterer wurde in der Nacht vom 13. März 1986 in Linz schwer misshandelt und dann neben den Gleisen der Westbahn durch einen Schuss aus einem Revolver ins Gesicht getötet. Ihre Leiche wurde am nächsten Morgen gefunden. Die Tote war im Bereich des Unterleibes entkleidet. 200 Meter vom Fundort der Leiche entfernt hatte Hochgatterer gearbeitet, daneben befand sich auch das Rotlichtlokal Bunny, das Tibor Foco gehörte. In diesem Bereich wurden Blutspuren gefunden.

### Ermittlungen
Tibor Foco wurde am nächsten Tag unter dem Verdacht verhaftet, den Mord an der „Konkurrentin“ begangen zu haben. Er bestritt jedoch immer die Tat und erhielt zuerst auch von seiner Exfrau ein Alibi. Dieses widerrief sie später. Die damalige Geliebte Focos, Regina Ungar, die für ihn auch als Prostituierte arbeitete, bestritt ebenfalls zuerst die Tat, erklärte aber nach verschiedenen anderen Versionen schließlich, dass sie von Foco zum Schuss auf Hochgatterer gezwungen worden war. Nach einem Monat benannte sie den Lederwarenhändler Hans Peter Löffler plötzlich als angeblichen Mittäter, der daraufhin auch verhaftet wurde.

### Prozess
Der Prozess gegen Foco, Ungar und Löffler begann am 23. Februar 1987 am Linzer Landesgericht. Am 31. März 1987 wurde Foco zu lebenslanger Haft, der angebliche Komplize Löffler zu 18 Jahren verurteilt. Ungar trat als Kronzeugin auf und wurde wegen „entschuldigenden Notstandes“ freigesprochen.
Löffler erreichte 1992 die Wiederaufnahme seines Verfahrens. Er wurde im August 1996 freigesprochen. Die Hauptbelastungszeugin Ungar hatte 1993 ihre Aussage mit der Begründung widerrufen, sie sei von der Linzer Polizei mit Misshandlungen zu der belastenden Aussage genötigt worden. 1997 wurde auch das Strafverfahren gegen Foco wiederaufgenommen. Das Verfahren ist anhängig, da Foco im April 1995 aus der Haft fliehen konnte und seitdem untergetaucht ist. Bei der Aufhebung des Urteils gegen Foco berief sich das Oberlandesgericht auf den rechtskräftigen Freispruch Löfflers. Zudem seien entlastende Tatsachen ignoriert worden. So stammten weder Blut noch Sperma an der Leiche des Opfers von Foco, auch sichergestellte Haare konnten ihm gutachterlich nicht zugeordnet werden und unmittelbar nach der Festnahme waren an Focos Händen keinerlei Schmauchspuren feststellbar gewesen.

### Flucht
Dem in Haft befindlichen Foco wurde ein Studium an der Fakultät für Rechtswissenschaft an der Linzer Universität bewilligt, die er infolgedessen mehrfach besuchte. Am 27. April 1995 um 08:25 Uhr traf Foco mit zwei Justizwachebeamten an der Universität Linz ein. Foco konnte sich später von seinen Bewachern entfernen. Aus einer Toilette im 3. Stock des Juridicums holte er einen von einer Fluchthelferin zuvor dort versteckten Garagenschlüssel und Tränengasspray. Nach weiteren 7 Minuten und 30 Sekunden erreichte der fliehende Foco eine angemietete Garage und fuhr mit dem dort bereitgestellten schwarzen Motorrad der Marke Kawasaki ZX 750 F „Ninja“, Fahrgestellnummer ZX750F017290, über den Marienberg zur Leonfeldner Bundesstraße davon. Das Motorrad konnte bis heute nicht gefunden werden. Die Flucht war offenbar über Jahre geplant worden. So wurden bereits ab 1993 Mobiltelefone von Helfern angekauft und zu Foco in die Haftanstalt geschmuggelt, um ihm Kommunikation nach außen zu ermöglichen. Das Fluchtmotorrad wurde angekauft und bereitgestellt, die Garage in Linzer Universitätsnähe angemietet und mit einem schwarzen Tankrucksack mit Kleidung, Proviant, Kosmetika und Schlafsack ausgestattet. Die Wartung des Motorrades wurde durch einen Mechaniker aus Focos ehemaligem Motorradrennstall durchgeführt.

### Ungereimtheiten im Fall
- Die Linzer Polizei soll zahlreiche Ermittlungsfehler begangen haben und Zeugen gelenkt bzw. laut Ungar gefoltert haben.
- Einer der ermittelnden Kriminalbeamten ist inzwischen mit der Ex-Ehefrau Focos verheiratet, die das erste Alibi zurückgezogen hat.
- Bei einer Sachverständigen wurde eingebrochen und Beweismaterial gestohlen, eine Anzeige erfolgte erst nach fünf Jahren.
- Die in den USA in Florida lebende Kronzeugin Regina Ungar widerrief im Dezember 1992 ihr damaliges Geständnis.[7]

Schließlich intervenierten auch die damaligen Geschworenen für die Wiederaufnahme.

## Nach der Flucht
1996 wurde der vermeintliche Komplize Hans Peter Löffler in einem dreitägigen Wiederaufnahmeverfahren freigesprochen, 2003 wurde ihm eine Haftentschädigung von 235.949,93 Euro plus Zinsen zugesprochen. In einem Urteil wurde Foco im Frühjahr 1997 freies Geleit bis zum 1. Oktober 1997 gewährt. Eine Kaution von 100.000 Schilling wurde hinterlegt. Tibor Foco kehrte nicht zurück und ließ die Kaution verfallen. Im April 2000 wurde beim Landesgericht Linz neuerlich eine Mordanklage eingebracht und ein internationaler Haftbefehl ausgestellt. Im Februar 2005 wurde Foco abermals sicheres Geleit im Falle einer freiwilligen Rückkehr zugesichert.
Der ehemalige Leiter des Linzer Instituts für Strafrechtswissenschaften, Herbert Wegscheider, vertritt den flüchtigen Foco.
Der Aufenthaltsort Focos ist trotz verschiedener Gerüchte weiterhin unbekannt. Seine Eltern traten mehrfach in den Medien auf und beteuerten seine Unschuld.
In medialen Berichten gilt Foco zumeist als unschuldiges Opfer von Polizei- und Justizwillkür. So wird dies auch 2007 im Fernsehfilm Die Geschworene (mit Christiane Hörbiger in der Titelrolle) dargestellt, der den Fall künstlerisch frei behandelt. Der Verurteilte trägt im Film den Namen Laszlo Varga.
Tibor Foco ist einer der Verdächtigen der Serienmorde am Highway 4 in Ungarn.

## Most Wanted
Tibor Foco steht mit Stand 6. März 2020 neben Friedrich Felzmann als „Austria’s Most Wanted“ auf der Fahndungsliste von Europol.
Am 17. November 2022 wurde in der Sendung „Fahndung Österreich“ auf dem Sender ServusTV über den Fall Tibor Foco berichtet, und nach 27 Jahren auf der Flucht wurde wieder ein internationaler Fahndungsaufruf gesendet.

## Angehörige
- Tibor Foco hat familiäre Wurzeln (auch) in Ungarn.
- Seine wohlhabenden Eltern Theodor und Christine sind laut Rechtsanwalt Wegscheider von Stand 2015 „dem Vernehmen nach verstorben“.
- Einziger Angehöriger ist ein Halbbruder, zu dem Tibor Foco schon zu Zeiten seiner Haft keinen Kontakt hatte.